# 江田島町林野火災
江田島町林野火災（えたじまちょうりんやかさい）は、1978年（昭和53年）6月1日広島県安芸郡江田島町（現江田島市）で発生した大規模山林火災。
2014年現在、広島県史上最も大きな森林火災である。

## 概要
江田島（能美島）のクマン岳・古鷹山を中心に起こった林野火災であり、2昼夜44時間余りにわたって燃え続け、947ha、当時の江田島町内における町森林面積の76%を焼失した。
延焼が広がった原因として、当時の気象状況や地形的な要因が挙げられている。その後植樹が進み、現在は緑で覆われている。

## 背景

### 地理
江田島は瀬戸内海の広島湾内に浮かぶ能美島の東側部分にあたる。最高峰はクマン岳の標高399.8m、その南東に古鷹山の標高370.3mがそびえ、山々は北西から南東方向に稜線を形成している。これらの山腹は20度から40度と急斜面であり、その海沿いの狭い平野部に住宅地や港（小用港など）がある他、島の南西の江田島湾に沿って海上自衛隊関連施設（標的機整備隊や海上自衛隊幹部候補生学校・海上自衛隊第1術科学校など）が存在する。河川や溜池などの消防水利は、こうした急傾斜地が多い山々がある地形的要因から大規模な火災に対して皆無に等しかった。
火災現場の基石は中生代白亜紀の花崗岩（黒雲母花崗岩）であり、土壌はそれが風化して礫あるいは砂状となったものいわゆるマサ土である。そして燃えた樹木つまり当時の植生は、こうした急傾斜地で土壌も良くなかったためハゲ山が目立っていたことから、治山事業としてアカマツ－広葉樹林を植生していた、いわゆる代償植生で占められていた。

### 気象
この年は1月から西日本を中心に少雨が続いた。4月まで寒気の影響がほぼなく、5月に入ると移動性高気圧の影響により少雨となった。この中で特に北部九州では渇水になり福岡市では取水制限も取られている。そして6月に入ると太平洋高気圧の影響により、梅雨の期間でも高温が続き異常な少雨となった。
広島県でも5月から異常乾燥注意報（当時、現在の乾燥注意報）が続き、こうした状況から火災現場の林地も乾燥していた。なお火災発生時の6月1日も注意報発令中であった。

## 火災状況
1978年（昭和53年）6月1日16時頃、江田島町宮ノ原付近での草焼きが森林に燃え広がり、以降2昼夜44時間余りにわたって燃え続けた。1日でクマン岳頂上付近に達し、2日には古鷹山周辺、3日には更に広がり、当時の江田島町内における町森林面積の76%である947ヘクタールを焼失し、3日12時45分鎮火した。
一時は民家に近づき避難勧告が出されている。消火には地元消防のほか、県からの災害派遣要請を受け自衛隊も出動しており、海上自衛隊第1術科学校や幹部候補生学校からは延べ1,343名が派出されたほか、保有する消防資機材も運用した。立木の直接被害額は1億5,000万円（当時）。

## 再緑化
行政による消失した森林の復旧は、初期は土砂災害防止を重点としたもの、その後森林の保育を重点に展開していった。
- まず、火災により山崩れ・土石流などの二次災害そして灰の流出を防ぐため、土砂災害に対する治山事業として谷止工（いわゆる治山ダム）や航空実播工（ヘリなどで空から種子を撒く工事）が行われた[4][5]。その後は植栽工や積苗工を展開し、ヤマモモ・サンゴジュ・ツバキなど短期間で緑化ができる樹木を防火帯（林道）周辺に植えていった[4][5]。
- 1983年（昭和58年）からアラカシ・シラカシ・クロガネモチ・ヒノキなどの自然林造成と改良をメインにすすめ、10年目である1987年（昭和62年）に土砂災害を防止とした森林整備は一段落となり、それからも10年以上かかって森林保全がすすめられた[5]。

また、これら緑化には「みんなの力で みんなの森」を合言葉に江田島町民による緑化運動も進められた。